# Südkoreanische Streitkräfte
Die südkoreanischen Streitkräfte oder auch Streitkräfte der Republik Korea (Hangeul: 대한민국 국군, Hanja: 大韓民國 國軍, Transkription: Daehanminguk Gukgun, englisch: Republic of Korea Armed Forces, abgekürzt ROK Armed Forces) sind die Streitkraft der Republik Korea (Südkorea). Sie umfassen etwa 3.600.000 Mann (500.000 aktiv und 3.100.000 in Reserve im Jahre 2024) und sind damit eine der größten Streitkräfte weltweit.

## Aufträge
Hauptauftrag ist der Schutz der territorialen Integrität Südkoreas, Wahrung der Bündnisverpflichtungen mit den Vereinigten Staaten, integrale Zusammenarbeit mit den United States Forces Korea (USFK) und den gemeinsamen Kräften der Vereinten Nationen. Dazu kommt die Sicherstellung der ständigen Gefechtsbereitschaft durch Ausbildung, Ausrüstung und Versorgung der militärischen Verbände und Überwachung der Grenzen.

## Organisation
Die südkoreanischen Streitkräfte verfügen über eine Mannstärke von etwa 500.000 Mann. Im Rahmen der Defense Reform 2020 wurde die Zahl der im Dienst stehenden Truppen von 600.000 aktiven auf 500.000 aktiven Soldaten reduziert. Zu den aktiven Soldaten kommen noch 3,1 Millionen Reservisten und 13.500 Paramilitärs mit nochmals 3 Millionen Reservisten. Der Wehretat beträgt 2025 $ 44,7 Milliarden, was einem Anteil am BIP von 2,32 % entspricht.
Oberkommandierender der südkoreanischen Streitkräfte ist ex officio der Präsident Südkoreas. Die Streitkräfte unterstehen dem Verteidigungsministerium; der Vorsitzende des Generalstabs ist Admiral Kim Myung-soo. Nachdem Putschversuch durch den damaligen Präsidenten Yoon Suk-yeol im Dezember 2024 wurden auch hochrangige Militärangehörige aus dem Dienst entlassen. So wurde der Verteidigungsminister Kim Yong-hyun und der damalige Befehlshaber des Heeres General Park An-su außerdienst gestellt.

### Teilstreitkräfte
Die südkoreanischen Streitkräfte bestehen aus vier Teilstreitkräften und zwei paramilitärischen Organisationen, deren Hauptaufgabe die Unterstützung der Streitkräfte im Kriegsfall ist.

#### Heer
Das südkoreanische Heer, die Republic of Korea Army (ROKA), ist wegen der gebirgigen Topografie der Koreanischen Halbinsel mit einem Gebirgsanteil von 70 % und aufgrund der Bedrohung durch die nordkoreanischen Streitkräfte mit deren starker Präsenz entlang der demilitarisierten Zone das strategische Kernstück des südkoreanischen Militärs. Dementsprechend ist es die größte Teilstreitkraft mit über 365.000 Soldaten (Stand: Ende 2024). Diese sind in drei Armeen organisiert, von denen zwei die Grenze sichern und die dritte eine strategische Reserve bildet.

#### Luftstreitkräfte
Die Luftstreitkräfte des Landes (Hangeul: 대한민국 공군, Hanja: 大韓民國 空軍, engl. Republic of Korea Air Force, ROKAF) verfügen über 759 moderne Luftfahrzeuge. Die nordkoreanischen Luftstreitkräfte betreiben ungefähr gleichviele Flugzeuge, diese stammen aber hauptsächlich aus älterer sowjetischer oder chinesischer Produktion. Die meisten südkoreanischen Flugzeuge stammen aus US-amerikanischer Produktion, jedoch hat Südkorea 1997 mit der Entwicklung eines Trainingsflugzeuges begonnen und plant auch Programme für die Entwicklung und den Bau mehrerer moderner Kampfflugzeuge.
Im April 2021 wurde der erste Prototyp des Projekts KAI KF-21 vorgestellt. Mit der Entwicklung eines eigenen Kampfjets, zusammen mit Indonesien und unterstützt durch die USA, will Südkorea ältere Maschinen ablösen.

#### Marine

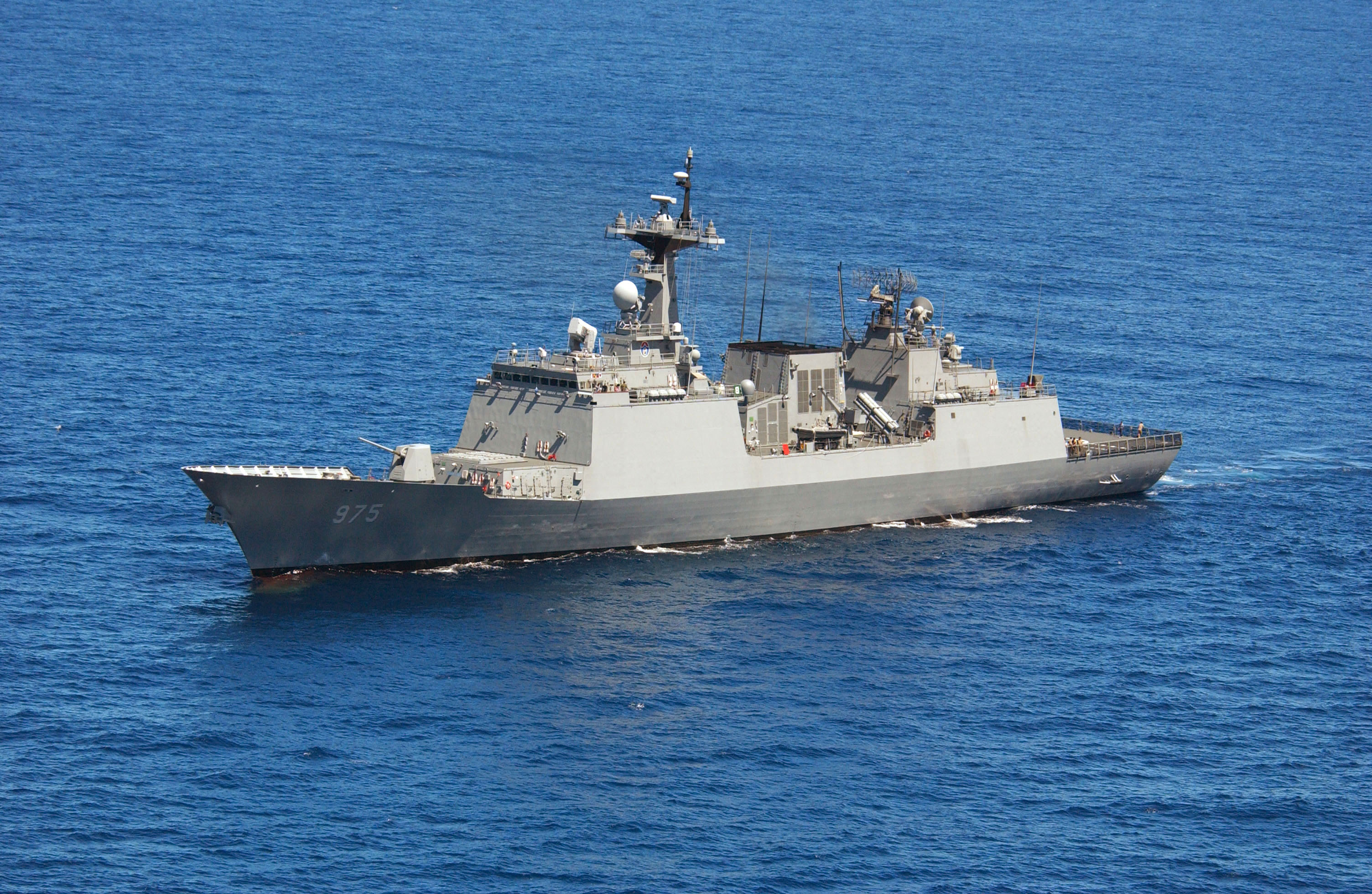
Der Zerstörer Yi SunShin (DDH 975)

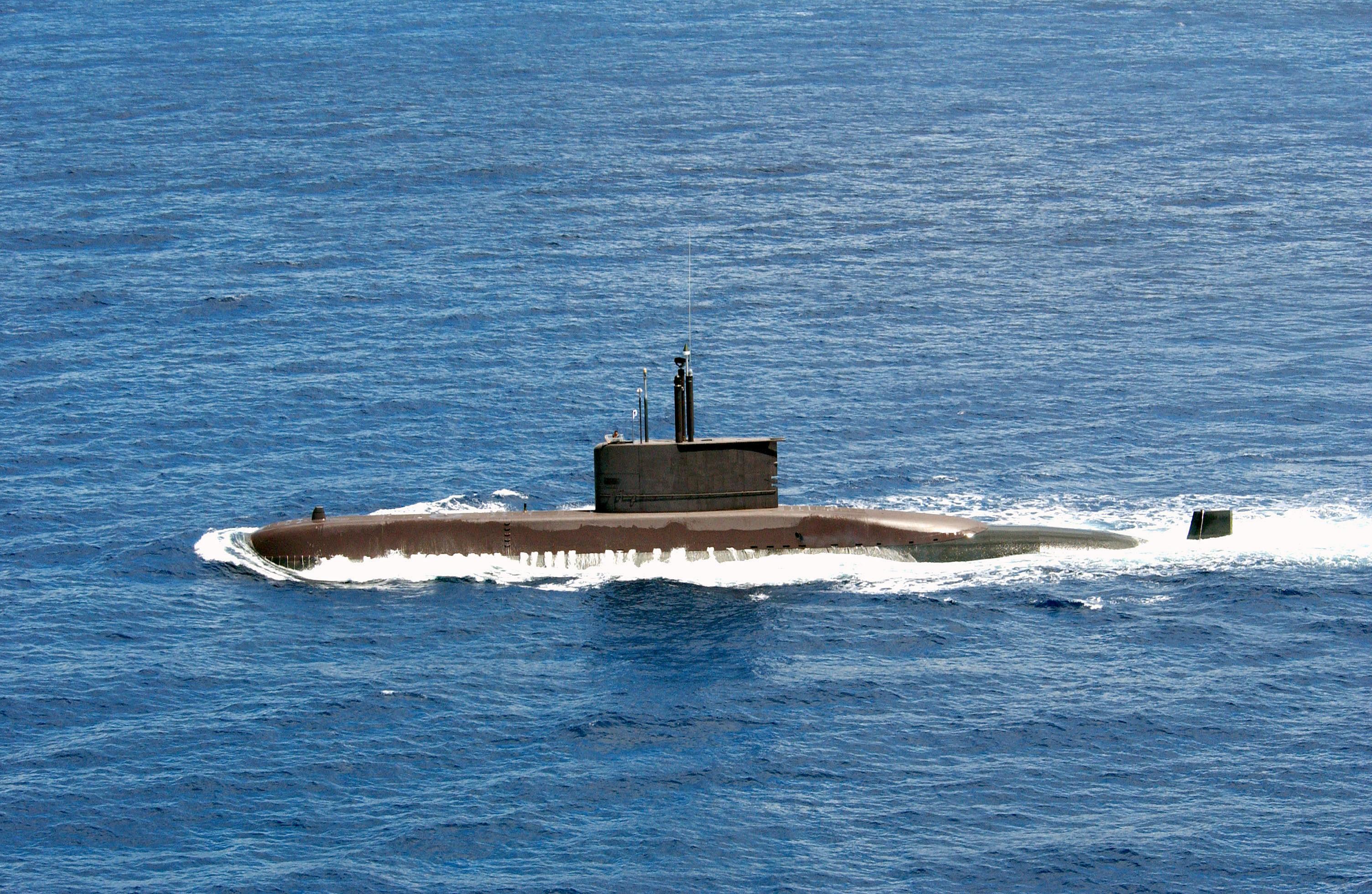
Die Chang Bogo (U-Boot-Klasse 209), 2005

Die südkoreanische Marine (Hangeul: 대한민국 해군; hanja: 大韓民國 海軍/engl. Republic of Korea Navy, ROKN) hat die Hauptaufgabe der Verteidigung der nationalen Gewässer Südkoreas und der Koreanischen Halbinsel. Die Marine ist  in Friedenszeiten an UN-Friedensmissionen beteiligt. Sie  ist in zwei Flotten eingeteilt, in der mehrere unabhängige Flottillen sowie eine Naval Special Warfare Brigade operieren, in der die südkoreanischen SEAL-Teams sowie die Minentaucher zusammengefasst sind. Derzeit läuft eine Reform, an deren Ende die südkoreanische Marine bis zum Jahr 2020 in eine Hochseemarine umgestaltet werden soll. Zu dieser Reform gehörte auch die Anschaffung von zwei Hubschrauberträgern der Dokdo-Klasse, die erste Einheit wurde 2007 indienstgestellt. Die neuen Fregatten der Incheon-Klasse (Projektbezeichnung FFX) lösten die veralteten Fregatten der Ulsan-Klasse ab.

#### Marineinfanterie
Die südkoreanische Marineinfanterie (Hangeul: 대한민국 해병대, Hanja: 大韓民國海兵隊/engl.: Republic of Korea Marine Corps, ROK Marine Corps) ist nicht wie die meisten anderen Marineinfanterien der Marine unterstellt, sondern eine eigenständige Teilstreitkraft. Sie ist die zweitgrößte derartige Streitkraft der Welt nach dem United States Marine Corps (nach deren Vorbild sie organisiert ist) und besteht aus zwei Divisionen und zwei Brigaden. Hauptaufgabe des Marine Corps ist die Verteidigung der zahlreichen Inseln vor der südkoreanischen Küste.

### Andere Kräfte
Südkorea hat zwei paramilitärische Organisationen, die dem Befehl des Verteidigungsministeriums unterstehen und im Kriegsfall die übrigen Streitkräfte unterstützen sollen. Dies sind zum einen die Republic of Korea Homeland Reserve Forces, in denen die Reservisten der aktiven Teilstreitkräfte organisiert sind, und zum anderen das Republic of Korea Civil Defense Corps, bei dem es sich um eine Art Zivilschutzorganisation handelt.

## Dienst und Laufbahn

### Wehrpflicht
In der Verfassung Südkoreas wird der Wehrdienst als eine von vier Pflichten des Staatsbürgers (neben Bildung, Arbeit und der Entrichtung von Steuern) genannt. Ab dem 18. Lebensjahr kann sich jeder südkoreanische Staatsbürger freiwillig verpflichten, während das gesetzlich festgelegte Einberufungsalter zwischen 18 und 35 Jahren liegt, liegt der freiwillige Dienst zwischen 18 und 29 Jahren.
Die Dauer des Dienstes richtet sich nach der Teilstreitkraft, in der er geleistet wird. Im Heer und in der Marineinfanterie dienen Wehrpflichtige 18, in der Marine 20 und in der Luftwaffe 21 Monate. Bis zur Militärreform vom Juli 2017 betrugen die  Wehrpflichtzeiten im Heer und der Marineinfanterie 24 Monate, in der Marine 26 Monate und bei der Luftwaffe 28 Monate.
Eine Besonderheit stellt das KATUSA-Programm dar, das englischsprechenden südkoreanischen Wehrpflichtigen erlaubt, ihren Wehrdienst alternativ in der 8. US-Armee der US Army abzuleisten, die in Südkorea stationiert ist.
Am 7. Dezember 2017 traf sich Südkoreas Präsident, Moon Jae-in, mit Vertretern der Nationalen Menschenrechtskommission (NHRC) und bat um Empfehlungen, wie die Umsetzung der Menschenrechte verbessert werden könnte, um sich internationalen Standards anzupassen. Präsident Moon bat die NHRC um konkrete Lösungsvorschläge, die es der Regierung erleichtern, die Verfahrensweise zu beenden, dass Männer inhaftiert werden, die aus Gewissensgründen den Wehrdienst verweigern.

### Frauen in den Streitkräften
In der Praxis gilt die Wehrpflicht nur für Männer, dennoch dürfen Frauen sich seit 1950 freiwillig verpflichten. Im Jahr 2022 dienten 15.000 Frauen beim Militär.

## Konflikt mit Nordkorea
Die Streitkräfte Südkoreas lieferten sich immer wieder kleinere Auseinandersetzungen mit den nordkoreanischen Streitkräften. Zuletzt wurde im März 2010 ein Schiff der südkoreanischen Marine im Grenzgebiet mit Nordkorea versenkt. Während Südkorea den Norden verdächtigt, einen Torpedo auf das südkoreanische Kriegsschiff Cheonan abgefeuert zu haben, bestreitet dieser jegliche Schuld an dem Untergang, bei dem 46 Soldaten umkamen. Am 23. November 2010 kam es zu einem Artillerieduell zwischen den Streitkräften beider Staaten. Südkorea hat daraufhin seine Streitkräfte in die höchste Alarmstufe seit dem Koreakrieg versetzt.

## Kernwaffenoption
Gegenwärtig ist Südkorea eine Nichtatommacht im Atomwaffensperrvertrag, den es drei Monate nach öffentlicher Ankündigung und Begründung legal verlassen kann. Infolge der nuklearen Bedrohung durch Russland und Nordkorea erwägt Südkoreas Regierung, Kernwaffen zu erwerben oder selbst zu bauen. Laut Umfragen befürworten zwei drittel der südkoreaner den Bau einer Atombombe.

## Verweise